# The Great Annihilator
The Great Annihilator es el noveno álbum de estudio del grupo neoyorquino de rock Swans, publicado el 23 de enero de 1995 a través del sello Young God. El álbum ha sido descrito por Michael Gira como complementario a su álbum en solitario Drainland (1995); ambos discos fueron remasterizados y relanzados juntos en abril de 2017.

## Lista de canciones
Todas las letras escritas por Michael Gira, toda la música compuesta por Michael Gira, excepto las canciones 8 y 16 (que fueron compuestas también por Jarboe). 
| N.º | Título                   | Duración |  |
| 1.  | «In»                     | 2:27     |  |
| 2.  | «I Am the Sun»           | 3:23     |  |
| 3.  | «She Lives!»             | 7:00     |  |
| 4.  | «Celebrity Lifestyle»    | 4:10     |  |
| 5.  | «Mother/Father»          | 4:07     |  |
| 6.  | «Blood Promise»          | 4:15     |  |
| 7.  | «Mind/Body/Light/Sound»  | 4:52     |  |
| 8.  | «My Buried Child»        | 2:58     |  |
| 9.  | «Warm»                   | 4:54     |  |
| 10. | «Alcohol the Seed»       | 3:29     |  |
| 11. | «Killing for Company»    | 6:55     |  |
| 12. | «Mother's Milk»          | 2:26     |  |
| 13. | «Where Does a Body End?» | 3:42     |  |
| 14. | «Telepathy»              | 6:11     |  |
| 15. | «The Great Annihilator»  | 4:53     |  |
| 16. | «Out»                    | 2:24     |  |

## Créditos
- Michael Gira – voz, guitarras, sonidos, diseño artístico, producción
- Jarboe – voz, sonidos, órgano, teclados
- Bill Rieflin – baterías, percusión, sonidos, secuenciador
- Algis Kizys – bajo
- Norman Westberg – guitarra
- Clinton Steele – guitarra